# The Texas Chain Saw Massacre (Atari 2600)
The Texas Chainsaw Massacre é um jogo eletrônico de terror criado para o console Atari 2600 em 1983 pela Wizard Video Games. 
Baseado no clássico filme do ano de 1974 de mesmo nome, foi o primeiro jogo de videogame de temática de terror, a causar controvérsia no momento de seu lançamento devido ao conteúdo de violência explícita do jogo, e por conta disso, as vendas foram baixas devido ao fato de muitos lojistas recusarem-se a vender os cartuchos do jogo.
O outro lançamento da Wizard Video Games, Halloween, teve uma recepção muito melhor, no entanto, o número limitado de cópias vendidas fez ambos os jogos no futuro, serem cotados como itens altamente valorizados entre colecionadores de videogames.

## Jogabilidade
No jogo, o jogador assume o papel do personagem Leatherface, que tenta assassinar pessoas que cruzam seu caminho, desviando de obstáculos como cadáveres de vacas e cercas. O objetivo do jogo é matar o maior número de vítimas possível em relação ao cronômetro.